# Юхары-Баксан
Юхары-Бакса́н (укр. Юхари-Баксан, крымскотат. Yuqarı Baqsan) — исчезнувшее село в Белогорском районе Республики Крым, объединённое с селом Баксан, сейчас примерно, средняя часть современного села Межгорье.

## История
Вероятно, изначально Юхары-Баксан представлял собой просто часть (кесек), вехнюю по течению реки Бурульчи, селения Баксан — такое «административное» деление было характерно для больших крымских деревень времён Крымского ханства. Эта особенность была зафиксирована в первом документальном упоминании селения в Камеральном Описании Крыма… 1784 года, согласно которому, в последний период ханства в Аргынском кадылыке Карасьбазарского каймаканства значились 3 деревни: Ашаги Бахсан, Бахсан и Юкары Бахсан. В дальнейшем в документах они учитывались, как отдельные. После присоединения Крыма к России (8) 19 апреля 1783 года, на территории бывшего Крымского ханства именным указом Екатерины II сенату от (8) 19 февраля 1784 года была образована Таврическая область, а деревня была приписана к Симферопольскому уезду. После реформ Павла I, с 1796 по 1802 год, деревня входила в Акмечетский уезд Новороссийской губернии. По новому административному делению, после создания 8 (20) октября 1802 года Таврической губернии, Юхары-Баксан был включён в состав Аргинской волости Симферопольского уезда.
В Ведомости о всех селениях в Симферопольском уезде состоящих с показанием в которой волости сколько числом дворов и душ… от 9 октября 1805 года, записан Юкары-Баксан с 16 дворами и 73 жителями, все исключительно — крымские татары. На военно-топографической карте генерал-майора Мухина 1817 года обозначена одна деревня Баксан с 27 дворами. После реформы волостного деления 1829 года, согласно «Ведомости о казённых волостях Таврической губернии 1829 года», в составе преобразованной Аргинской волости, чилился Юхары-Баксан. На карте 1842 года обозначен уже один Баксан со 100 дворами.
В 1860-х годах, после земской реформы Александра II, деревни приписали к Зуйской волости. В «Списке населённых мест Таврической губернии по сведениям 1864 года», составленном по результатам VIII ревизии 1864 года, фигурирует владельческая татарская деревня Юхары-Баксан с 10 дворами, 44 жителями, мечетью и черепичным заводом ипри речке Бурульче. По обследованиям профессора А. Н. Козловского начала 1860-х годов, селение «располагалось возле реки Бурульчи и имело родники и ручьи с окружающих гор». На трёхверстовой карте Шуберта 1865—1876 года опять одна деревня Баксан, всего в 26 дворов. В «Памятной книге Таврической губернии 1889 года», включившей результаты Х ревизии 1887 года, записан Ортал-Юхары-Баксан с 84 дворами и 430 жителями.
После земской реформы 1890-х годов деревня осталась в составе преобразованной Зуйской волости. На верстовой карте 1890 года вновь обозначена одна деревня Баксан со 170 дворами и татарским населением. Согласно «…Памятной книжке Таврической губернии на 1892 год», в деревне Юхары-Баксан, входившей в Аргинское сельское общество, числился 91 житель в 14 домохозяйствах, владевших совместно ещё и с жителями деревень Орта-Баксан, Конрат и Кайнаут 455 десятинами земли. По «…Памятной книжке Таврической губернии на 1902 год» в Юхары-Баксане числилось 88 жителей в 14 домохозяйствах. По Статистическому справочнику Таврической губернии. Ч.II-я. Статистический очерк, выпуск шестой Симферопольский уезд, 1915 год, в деревне Юхары-Баксан Зуйской волости Симферопольского уезда (на земле частных владельцев) числился 31 двор с татарским населением в количестве 95 человек приписных жителей и 29 — «посторонних», из которых 64 мужчины и 60 женщин. В хозяйствах имелось 25 лошадей, 36 волов, 40 коров и 225 голов мелкого скота.
После установления в Крыму Советской власти, по постановлению Крымревкома от 8 января 1921 года была упразднена волостная система и село вошло в состав вновь созданного Карасубазарского района Симферопольского уезда, а в 1922 году уезды получили название округов. 11 октября 1923 года, согласно постановлению ВЦИК, в административное деление Крымской АССР были внесены изменения, в результате которых округа ликвидировались, Карасубазарский район стал самостоятельной административной единицей и село включили в его состав. Согласно Списку населённых пунктов Крымской АССР по Всесоюзной переписи 17 декабря 1926 года, в селе Юхары-Баксан в составе Баксанского сельсовета Карасубазарского района, числился 51 крестьянский двор, население составляло 222 человека (209 татар, 11 русских, 2 латыша). После образования 10 июня 1937 года Зуйского района Орта-Баксан, вместе с сельсоветом, включили в его состав. Видимо, объединение в одно село произошло в 1930-е годы: уже в материалах всесоюзной переписи населения 1939 года фигурирует один Баксан с населением 705 человек.

### Динамика численности населения
| - 1805 год — 73 чел. - 1864 год — 44 чел. - 1889 год — 460 чел.. - 1892 год — 91 чел. | - 1902 год — 88 чел. - 1915 год — 95/29 чел. - 1926 год — 222 чел. |